# Béla Iványi-Grünwald
Dans le nom hongrois Iványi-Grünwald Béla, le nom de famille précède le prénom, mais cet article utilise l’ordre habituel en français Béla Iványi-Grünwald, où le prénom précède le nom.
Béla Iványi-Grünwald, né le 6 mai 1867 à Som – mort le 24 septembre 1940 à Budapest, est un peintre hongrois. Il est un des fondateurs de la colonie de peintres de Nagybánya et de la colonie de peintres de Kecskemét.

## Élèves
- Albert Bertalan.